# Toni Erdmann
Toni Erdmann es una película germano-austriaca de comedia dramática, dirigida, escrita y coproducida por Maren Ade. Está protagonizada por Sandra Hüller y Peter Simonischek. 
La historia se centra en Ines, quien trabaja en una empresa alemana establecida en Bucarest, su vida parece ser organizada hasta que su padre, Winfried, tratara de hacerle ver la realidad de una manera distinta intentando renovar una relación que ambos habían perdido hace mucho tiempo atrás.
El film fue seleccionado para competir por la Palma de Oro en el Festival de Cannes 2016. Fue seleccionada posteriormente como la candidata germana a la mejor película de habla no inglesa en la 89.ª ceremonia de los Premios Óscar. Además ganó cinco premios en los 29.° Premios del Cine Europeo: mejor película (la primera para una película dirigida por una mujer), mejor director, mejor guionista, mejor actor y mejor actriz.
Las interpretaciones de Hüller y Simonischek fueron elogiadas por la crítica y le valieron múltiples reconocimientos.

## Sinopsis
Winfried Conradi es un profesor de música divorciado y le apasionan las bromas extrañas que involucran a varias personas falsas. Después de la muerte de su amado perro, decide reconectarse con su hija, Ines, quien está siguiendo una carrera como consultora y asistente de negocios. Ines está trabajando en Bucarest, Rumania, en un proyecto de la industria petrolera. Consumida por su trabajo, parece tener poco tiempo para su familia y para disfrutar los placeres de la vida.
Winfried viaja espontáneamente a Bucarest y espera a Inés en el vestíbulo de un complejo de oficinas. Después de varias horas, finalmente aparece, acompañada por varios de los miembros de la junta de su cliente y camino a una reunión. Winfried se pone gafas de sol y dientes postizos como disfraz juguetón, y se acerca al grupo desde un lado mientras se esconde detrás de un periódico. Inés lo ignora, pero se reúne con él brevemente después del trabajo y lo invita a una recepción de negocios en la embajada de los Estados Unidos.
Por la noche, Winfried e Inés asisten a la recepción, donde se encuentran con Henneberg, CEO de una compañía petrolera alemana con quien Ines desea obtener un contrato de consultoría. Ines intenta llamar la atención de Henneberg, pero Henneberg parece más interesado en su padre. Winfried le dice a Henneberg que ha contratado a una hija de reemplazo porque Ines siempre está ocupada. Para sorpresa de Ines, Henneberg invita a Winfried e Inés a tomar algo, junto con sus amigos y compañeros de trabajo. En el bar, Henneberg vuelve a apartar a Inés, no dándole gran importancia y se burla de Winfried.
Después de varios días, Ines y Winfried están luchando por llevarse bien. Estresada por el trabajo, Ines se queda dormida, se pierde una cita planificada con los clientes y culpa a su padre por no despertarla. Sintiéndose enajenado y no deseado, se va en taxi al aeropuerto. Inés continúa con su trabajo como siempre, y varios días más tarde hace arreglos para encontrarse con dos amigas en un bar. Mientras Ines y sus amigas están conversando, un hombre se acerca y se presenta como "Toni Erdmann". El hombre es claramente Winfried con una peluca y dientes postizos, pero Inés no deja ver. Sus dos amigas cortésmente entablan conversación con "Erdmann"; Él explica que él es un "entrenador de vida" y consultor que visita Bucarest para asistir al funeral de la tortuga de su amigo y buscaba también a un dentista.
Ines está cada vez más frustrada e insatisfecha en su vida laboral y personal, pero continúa encontrando a "Erdmann" esporádicamente en fiestas o fuera de su oficina. Al principio, Ines está enojada con su padre y lo acusa de tratar de "arruinarla", pero a medida que pasa el tiempo, ella ve el valor de las intervenciones de su padre en su vida y juega con la artimaña. "Erdmann" la acompaña en una salida nocturna con sus amigos del trabajo, y eventualmente incluso la acompaña a una reunión de negocios. A su vez, "Erdmann" lleva a Ines a la fiesta de Pascua de una familia rumana, donde la obliga a una actuación renuente del "Amor más grande de todos" de Whitney Houston. Después de cantar, Ines se apresura rápidamente.
De vuelta en su departamento, Ines se está preparando para organizar un brunch de trabajo en equipo para celebrar su cumpleaños. Lucha por cerrar su vestido ajustado, se da cuenta de que sus zapatos no combinan e intenta cambiarse de ropa. El timbre suena. En lugar de enmendarse o cambiarse de ropa, abre la puerta usando solo su ropa interior. La primera invitada es su amiga Steph, quien ofrece ayudarla a vestirse. Inés se niega, y cuando llega el próximo invitado, se quita espontáneamente la ropa interior y abre la puerta desnuda, diciéndoles a sus invitados que su brunch de cumpleaños es una "fiesta nudista". Cada uno de ellos reacciona de manera diferente, y algunos se van con disgusto mientras que otros se desnudan conscientemente. A medida que la fiesta se vuelve cada vez más incómoda, Winfried llega vestido con un kukeri búlgaro de cuerpo entero. El disfraz primero asusta, luego divierte a los fiesteros, y Winfried pronto se va. Inés lo sigue. Afuera, en un parque público, ambos se abrazan.
Meses después, Ines regresa a Alemania para el funeral de su abuela. Ella dejó su trabajo en Bucarest y pronto comenzará uno nuevo en Singapur. Mientras habla con Winfried en el jardín, Ines saca los dientes falsos del bolsillo de su camisa y se los pone. Winfred dice que quiere tomar una foto y va a buscar su cámara, dejando a Ines sola en el jardín.

## Reparto
- Peter Simonischek como Winfried Conradi / Toni Erdmann.
- Sandra Hüller como Ines Conradi.
- Lucy Russell como Steph.
- Michael Wittenborn como Henneberg.
- Thomas Loibl como Gerald.
- Trystan Pütter como Tim.
- Hadewych Minis como Tatjana.
- Ingrid Bisu como Anca.
- Vlad Ivanov como Illiescu.
- Victoria Cocias como Flavia.

## Producción
El personaje de Winfried se basaba libremente en el propio padre de Ade, que llevaba un par de dientes falsos que ella le dio como regalo de broma para hacer bromas prácticas. También estuvo influenciada por el alter ego del comediante Andy Kaufman y Tony Clifton.
Ade preparó la película en Bucarest en parte porque muchas compañías alemanas habían comenzado a hacer negocios allí al final de la era comunista, con muchos consultores extranjeros enviados para "cambiar el sistema" y ayudar a las empresas a obtener ganancias. "Y también me gusta la nueva ola de películas rumanas en este momento. Así que sería divertido trabajar allí".

## Recepción

### Comentarios

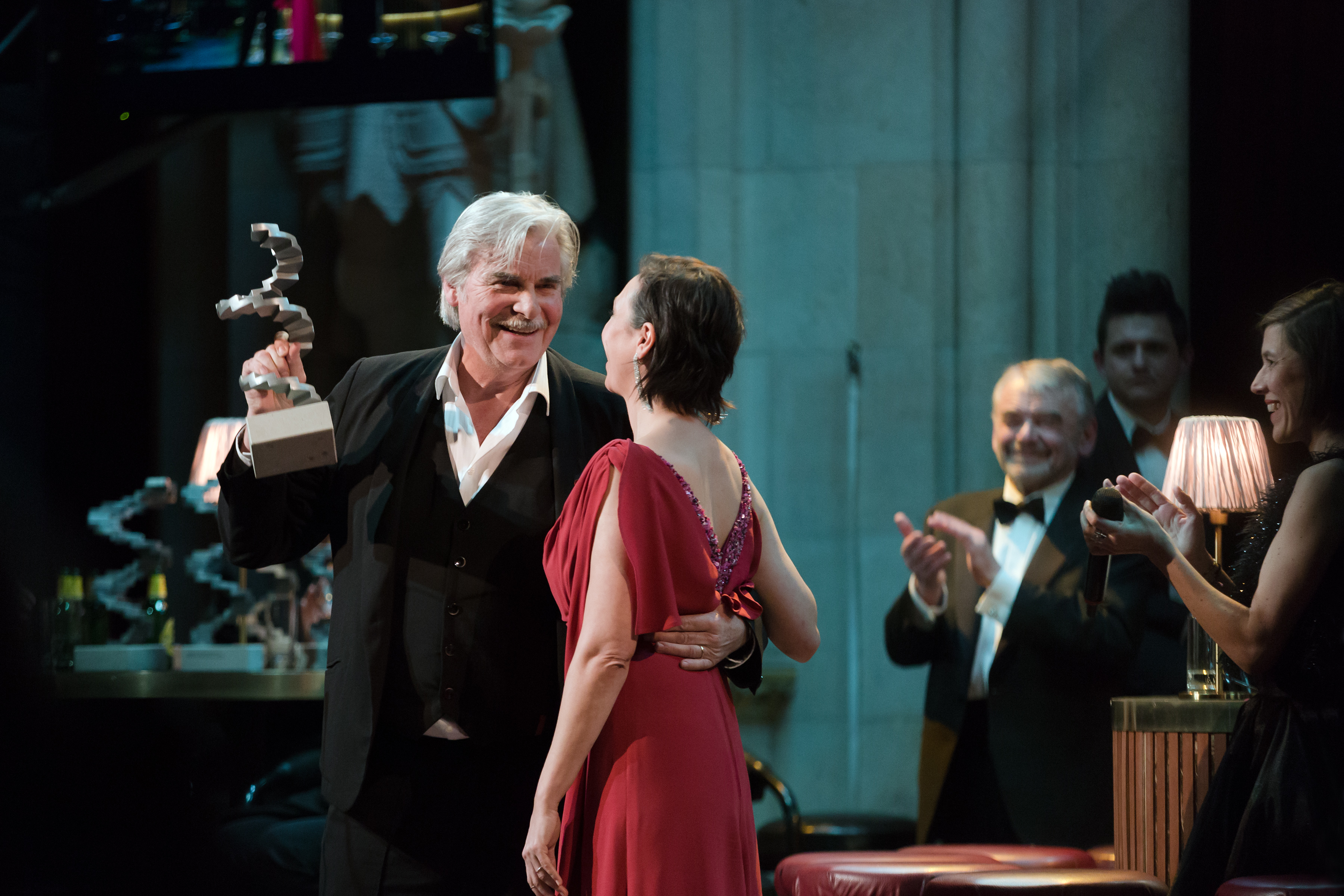
Peter Simonischek recibe el premio al Mejor Actor en el Premio de Cine Austriaco (2017) a manos de Ursula Strauss.

Acompañada por los dos actores principales, Hüller y Simonischek, y por sus colaboradores de Komplizen Film, la directora y productora alemana de la película, Maren Ade, ha comentado ante la prensa internacional la génesis de su tercer largometraje, Toni Erdmann. Ade comento; "Hacía tiempo que quería hablar de la familia, del papel que juega cada uno de sus miembros y de cosas que se repiten una y otra vez. De un lado, sentimos el profundo deseo de romper con la familia, de volver a empezar de cero. Así, en la película, está el padre, que es muy bromista y que llega a adoptar otra personalidad, la de Toni; esto me ha permitido contar esos relatos familiares de manera diferente".

### Taquilla
Toni Erdmann fue estrenada el 14 de julio de 2016 en Alemania, y recibió la cantidad de 752 000 espectadores en el mismo año. Luego, fue difundida a través de todos los canales de medios públicos y no tardó en convertirse la 40.ª película más vista en Alemania en 2016.

### Crítica
Toni Erdmann ha recibido críticas positivas por parte de los críticos de cine. Mantiene un índice de aprobación del 93 % en Rotten Tomatoes, con base en 28 críticas, con una calificación promedio de 8,3/10. En Metacritic tiene una calificación de 93 sobre 100, basado en 12 críticos, indicando que es «universalmente aclamada».

### Reconocimiento
| Premio de entrega                                     | Categoría                          | Nominado/a        | Resultado |
| ----------------------------------------------------- | ---------------------------------- | ----------------- | --------- |
| Premios Oscar                                         | Mejor Película de Habla no Inglesa | Toni Erdmann      | Nominada  |
| Premios BAFTA                                         | Mejor Película de Habla no Inglesa | Toni Erdmann      | Nominada  |
| Premios Globo de oro                                  | Mejor Película de Habla no Inglesa | Toni Erdmann      | Nominada  |
| Premio del Cine Europeo                               | Mejor Película                     | Toni Erdmann      | Ganadora  |
| Premio del Cine Europeo                               | Mejor Director                     | Maren Ade         | Ganadora  |
| Premio del Cine Europeo                               | Mejor Guion                        | Maren Ade         | Ganadora  |
| Premio del Cine Europeo                               | Mejor Actriz                       | Sandra Hüller     | Ganadora  |
| Premio del Cine Europeo                               | Mejor Actor                        | Peter Simonischek | Ganador   |
| Festival Internacional de Cine Fantástico de Bruselas | Mejor Película                     | Toni Erdmann      | Ganadora  |
| Festival Internacional de Cine Fantástico de Bruselas | Mejor Guion                        | Maren Ade         | Ganadora  |
| Festival Internacional de Cine Fantástico de Bruselas | RTBF TV Prize                      | Toni Erdmann      | Ganadora  |
| British Independent Film Awards                       | Mejor Película Internacional       | Toni Erdmann      | Nominada  |
| Festival Internacional de Cine de Cannes              | Palma de oro                       | Toni Erdmann      | Nominada  |
| Festival Internacional de Cine de Cannes              | Premio FIPRESCI                    | Maren Ade         | Ganadora  |
| Chicago Film Critics Association                      | Mejor Película Extranjera          | Toni Erdmann      | Nominada  |
| Premios Cesar                                         | Mejor Película Extranjera          | Toni Erdmann      | Nominada  |
| Deutscher Filmpreis                                   | Mejor Película                     | Toni Erdmann      | Nominada  |
| Deutscher Filmpreis                                   | Mejor Director                     | Maren Ade         | Ganadora  |
| Deutscher Filmpreis                                   | Mejor Guion                        | Maren Ade         | Ganadora  |
| Deutscher Filmpreis                                   | Mejor Actriz                       | Sandra Hüller     | Ganadora  |
| Deutscher Filmpreis                                   | Mejor Actor                        | Peter Simonischek | Ganador   |
| Deutscher Filmpreis                                   | Mejor Edición                      | Heike Parplies    | Ganador   |
| Premios Goya                                          | Mejor Película Europea             | Toni Erdmann      | Nominada  |
| Guldbagge                                             | Mejor Película Extranjera          | Toni Erdmann      | Nominada  |
| New York Film Critics Circle Award                    | Mejor Película Extranjera          | Toni Erdmann      | Ganadora  |
| Premios Satellite                                     | Mejor Película Extranjera          | Toni Erdmann      | Nominada  |
| Asociación de Críticos de Cine de Toronto             | Mejor Película                     | Toni Erdmann      | Nominada  |
| Asociación de Críticos de Cine de Toronto             | Mejor Director                     | Maren Ade         | Ganadora  |
| Asociación de Críticos de Cine de Toronto             | Mejor Actriz                       | Sandra Hüller     | Ganadora  |
| Asociación de Críticos de Cine de Toronto             | Mejor Actor                        | Peter Simonischek | Nominado  |
| Austin Film Critics Association                       | Mejor Película Extranjera          | Toni Erdmann      | Nominada  |
| Belgian Film Press Union                              | Grand Prix                         | Maren Ade         | Ganadora  |
| Central Ohio Film Critics Association                 | Mejor Película Extranjera          | Toni Erdmann      | Ganadora  |